# Kolovrat
Kolôvrat je priprava za predenje niti, ki naj bi izvirala iz Indije, za kar pa ni datiranih dokazov. V Evropi je kolovrat prvič omenjen v nekem dokumentu tkalskega ceha iz Speyerja iz leta 1298. 
Najstarejša ohranjena risba kolovrata prikazuje preprosto pripravo, pri kateri je predilec z roko poganjal kolo, vrtelo pa se je samo vreteno, ki je vrtelo vlakna in iz njih predlo nit. Do izuma posebne ročke v 15. stoletju je bilo treba delo občasno ustaviti, da so na novo navili prejo. Ta ročka je imela obliko črke U in je bila povezana z vretenom. Ob poganjanju se je vrtela okrog motka, ki je bil nataknjen nanjo. Preko prenosov sta imela ročka in motek različno hitrost vrtenja. Prejo je bilo treba najprej ročno zviti iz koželja, nato pa jo vdeti skozi obroč ali luknjo v vretenu in jo napeljati skozi več kaveljčkov ob ročki do motka, kjer se je pritrdila. Ob vrtenju je bilo potem treba iz koželja enakomerno vleči predivo, vreteno pa ga je zvijalo v nit, ki je tekla ob ročki in se navijala na nekoliko hitreje vrteči se motek. V začetku so kolovrate poganjali ročno, v 16. stoletju pa je to obliko pogona zamenjal nožni pogon. Tako je pogon potekal preko posebne stopalke, kar je pospešilo izdelovanje niti in osvobodilo eno roko upravljalca kolovrata.